# Milchstreik (Norwegen)
Der Milchstreik (norwegisch „Melkestreiken“) war ein spontaner Streik der Arbeiter in Oslo im September 1941 während der Besatzung Norwegens durch das Deutsche Reich.
Ausgelöst wurde der Streik zunächst durch die sich verschlechternde Lebensmittelversorgung unter der deutschen Besatzung. Als dann am Montag, dem 8. September 1941 die bis dahin in den Betrieben an die Arbeiter verteilte Milch ersatzlos ausblieb, gingen die Arbeiter vieler Betriebe spontan nach Hause.
Am 9. September, tags darauf, streikten etwa 25.000 Arbeiter in Oslo. Etwa einen Monat zuvor hatte der deutsche Verwalter Norwegens, Reichskommissar Josef Terboven, bekanntgegeben, dass Streiks zur Ausrufung des Ausnahmezustands und zur Anwendung des Standrechts führen würden. 
Angesichts des großen Streiks schlug die deutsche Besatzungsmacht rasch zu und verhaftete den örtlichen Vorsitzenden der Gewerkschaft Rolf Wickstrøm sowie den Rechtsanwalt (und faktischen Leiter der norwegischen Gewerkschaften) Harald Viggo Hansteen. Beide wurden exemplarisch zum Tode verurteilt und am 10. September 1941 hingerichtet.
Ludvik Buland, Josef Larsson und Harry Vestli wurden ebenfalls zum Tode verurteilt, aber diese Todesurteile wurden in lebenslanges Zuchthaus umgewandelt. Buland und Vestli kamen jedoch später in deutscher Gefangenschaft zu Tode, nachdem sie deportiert worden waren.
Für den Gewerkschaftsverband AFL (heute: Landsorganisasjonen i Norge) war der Milchstreik der Anlass, seine legale Führung in den Untergrund gehen zu lassen, woraufhin der offiziell noch bestehende Gewerkschaftsverband von der faschistischen norwegischen Nasjonal Samling übernommen wurde. Unter anderem wurde der amtierende Vorsitzende Jens Tangen abgesetzt und durch den NS-Mann Odd Fossum ersetzt.